# Dypsis coriacea
Espèce
Statut de conservation UICN

 NT  : Quasi menacé
Dypsis coriacea est une espèce de palmiers (Arecaceae), endémique de Madagascar. En 2012 elle est considérée par l'IUCN comme une espèce quasi-menacée. Alors qu'en 1995 elle était considérée comme une espèce vulnérable.

## Répartition et habitat
Cette espèce est endémique au nord de Madagascar où elle est présente entre 100 et 1 000 m d'altitude. Elle pousse dans la forêt tropicale humide de basse altitude. Des individus isolés poussent près des cours d'eau et sur les pentes escarpées.